# Busiride

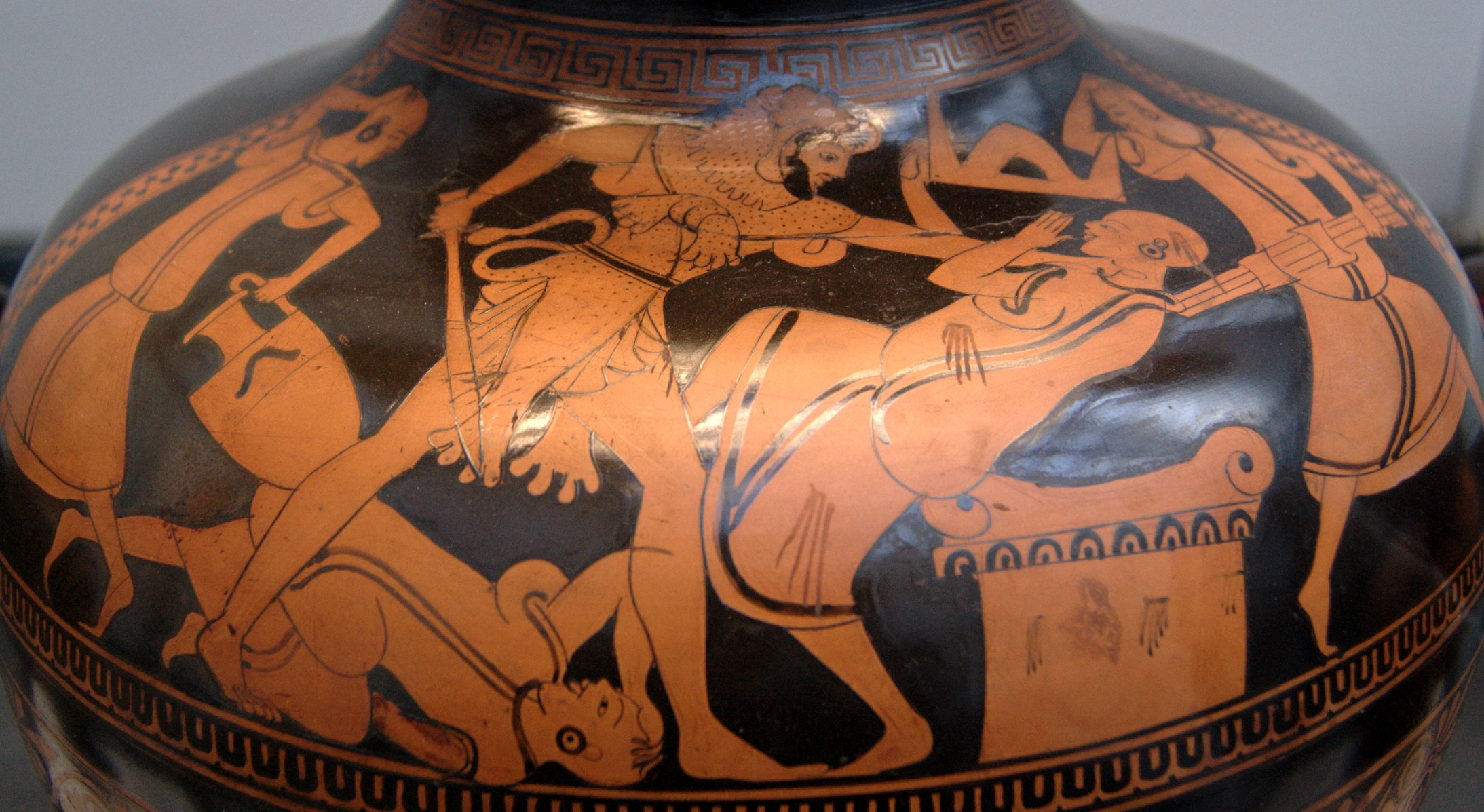
Eracle uccide Busiride su un vaso greco

Nella mitologia greca,  Busiride  era un figlio di Poseidone e Lisianassa, figlia di Epafo. Fu un re d'Egitto.
Secondo altre versioni era invece figlio di Libia o di Anippe, una figlia del dio Nilo.

## Il mito
Busiride, figlio del dio dei mari e fratello di Anteo, era uno dei più crudeli re dell'antico Egitto, che usava divertirsi, con la scusa della devozione al padre degli dèi, trovando ogni anno un forestiero da sacrificare a Zeus. Il divino non ha mai amato in realtà i sacrifici umani e suo figlio Eracle pose fine alla tirannia di Busiride uccidendolo.

### Pareri secondari
Busiride deriva, anche etimologicamente, dal dio egizio Osiride, di cui assunse le caratteristiche nel mito greco. Secondo Isocrate, Busiride era in effetti figlio del dio Egizio, e gli succedette come re d'Egitto.
Secondo Diodoro Siculo, Busiride fu l'iniziatore di una dinastia di re di Tebe, che storicamente corrisponderebbe all'XI dinastia.
Secondo alcuni autori Busiride era il padre di Anfidamante e di Melite. Secondo altri fu un oracolo ad imporgli tale rituale annuale e solo quando incidentalmente fu preso Eracle come offerta sacrificale il suo regno finì. Il predecessore di Busiride fu Osiride che partì in un viaggio intorno al mondo.